# 切斯蒂納鎮區 (北達科他州基德縣)
切斯蒂納鎮區（英語：Chestina Township）是位於美國北達科他州基德縣的一個鎮區。

## 地方資料
切斯蒂納鎮區的面積為93.20平方千米，當中陸地面積為92.53平方千米，而水域面積為0.67平方千米。根據2020年美國人口普查的數據，當地共有人口24人，而人口密度為每平方千米0.26人。